# Crex crex
Crex crex là một loài chim trong họ Rallidae.
Loài chim này sinh sản ở châu Âu và châu Á xa đến tận tây Trung Quốc, và di cư đến châu Phi để tránh mùa đông bắc bán cầu. Nó là loài gà nước có kích cỡ vừa với phía trên lưng màu vàng sẫm hoặc đen hơi nâu sọc xám, các vệt màu nâu hạt dẻ trên cánh.
Mỏ mạnh mẽ màu thịt, mống mắt có màu nâu nhạt, và hai chân và bàn chân có màu xám nhạt. Chim chưa thành niên có màu lông tương tự như chim trưởng thành, chim non có lông tơ màu đen, như với tất cả các loài gà nước. Không có phân loài, mặc dù các cá thể từ phía đông của phạm vi sinh sản có xu hướng màu hơi nhạt màu hơn các cá thể phía Tây của chúng.

## Hình ảnh

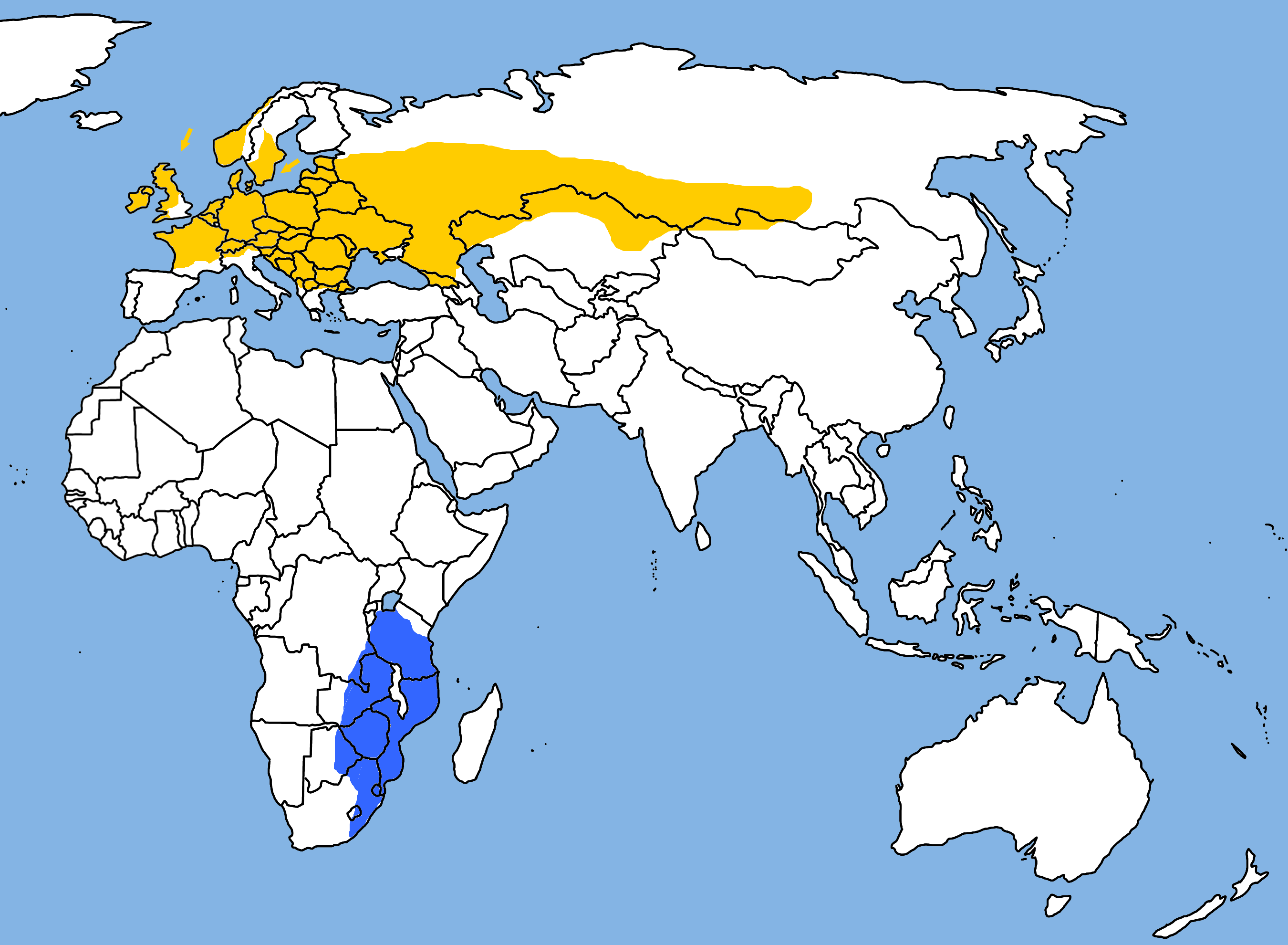
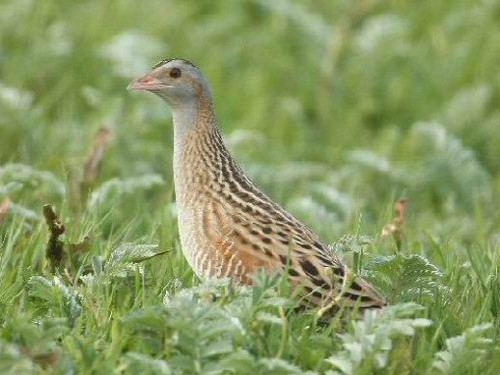
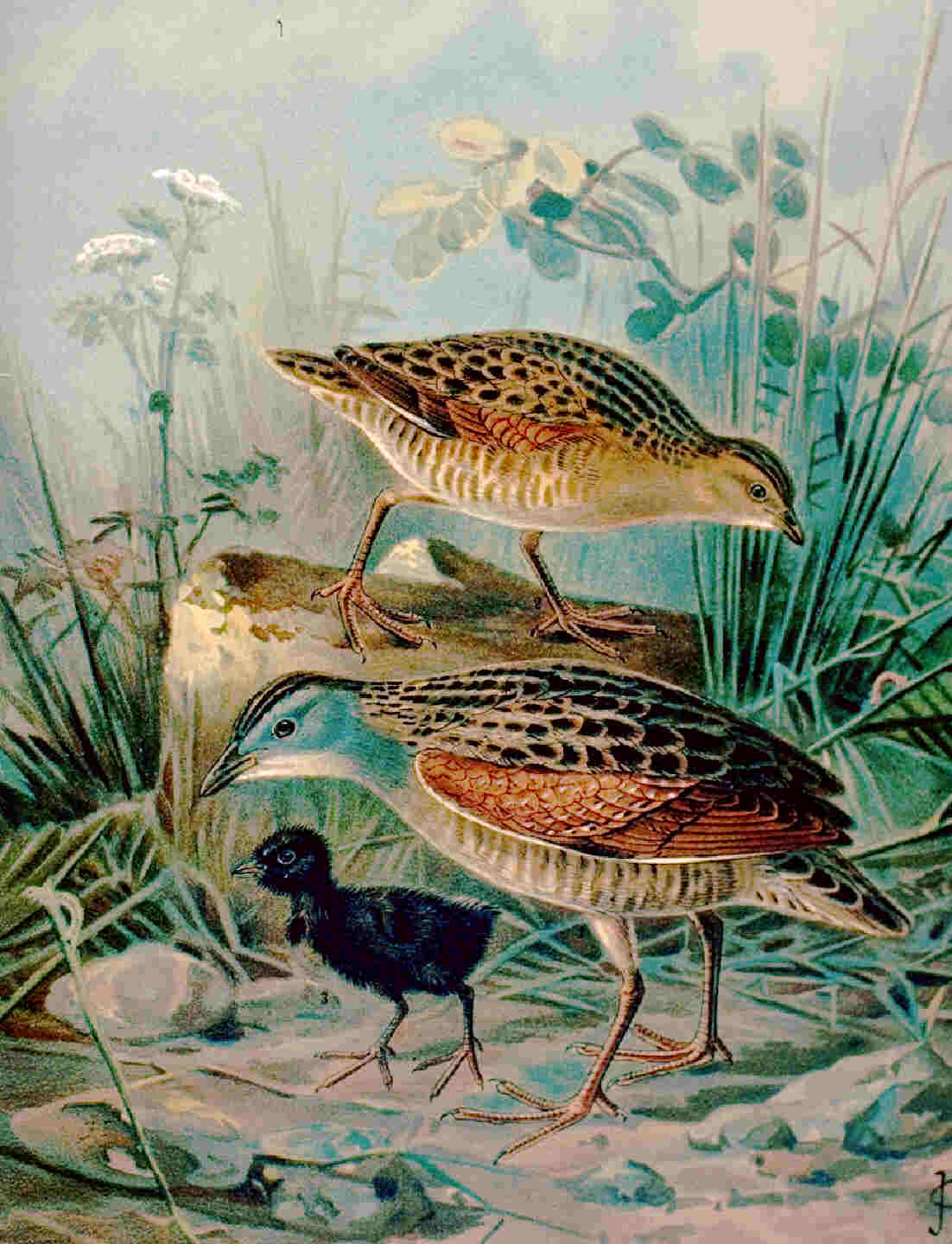
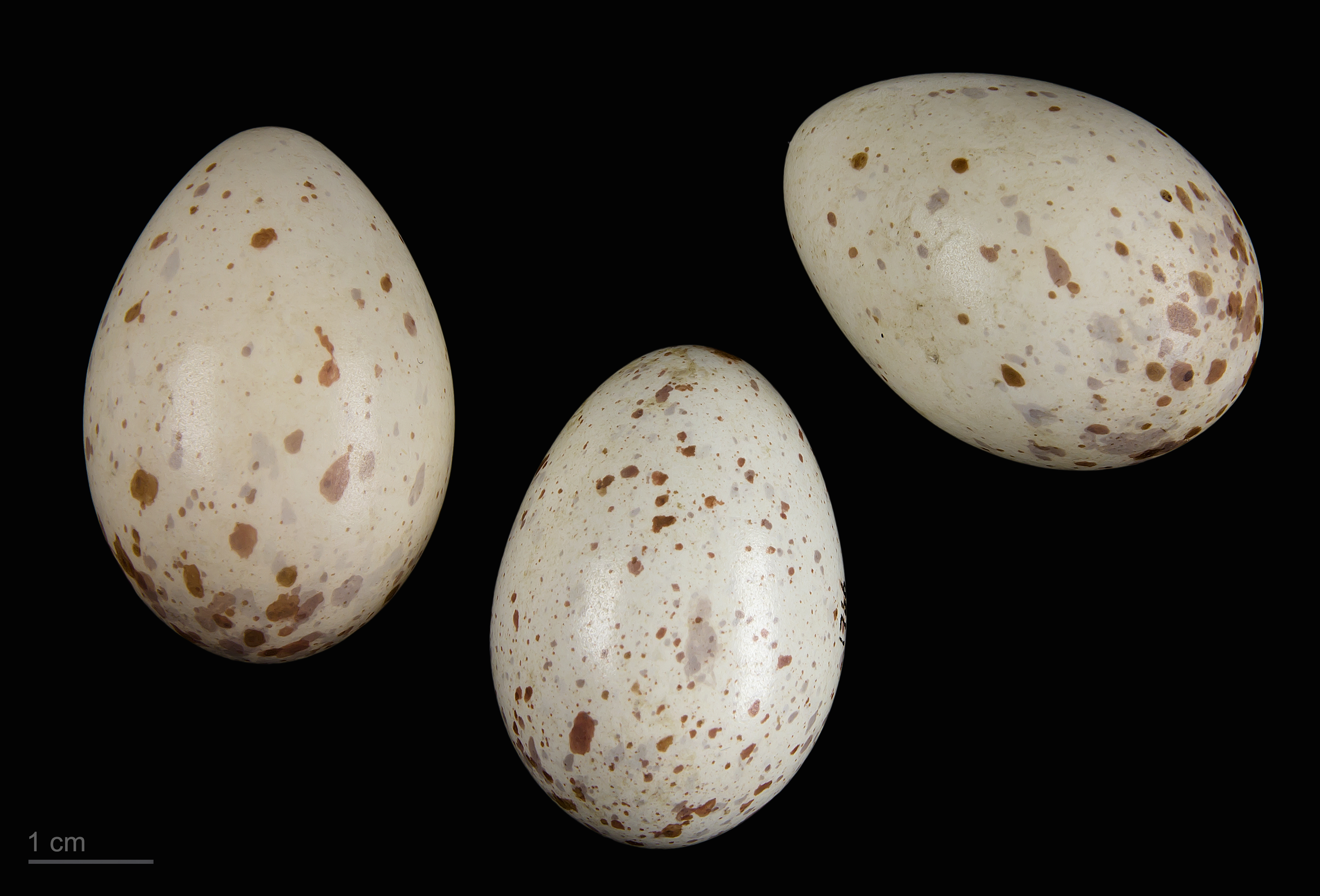
Museum specimen